# Catwalk
Catwalk és una pel·lícula estatunidenca dirigida per Robert Leacock, estrenada el 1996.

## Argument
Pel·lícula documental, on una càmera segueix la model Christy Turlington a través de les pasarel·les de moda a Milà, Paris, i Nova York un any, a primers dels anys 1990, probablement 1992. Ella i altres van corrents de l'estrena d'un dissenyador a la d'un altre. Les imatges ens mostren a Versace i Armani a Milà, Galliano, Gaultier, i Langerfeld a París...

## Repartiment
- Christy Turlington: ella mateixa
- Azzedine Alaïa: ell mateix
- Giorgio Armani: ell mateix
- Nadja Auermann: ella mateixa
- Sandra Bernhard: ella mateixa
- Carla Bruni: ella mateixa
- Naomi Campbell: ella mateixa
- Helena Christensen: ella mateixa
- Christian Slater: ell mateix